# 38e Primetime Emmy Awards
De 38e Primetime Emmy Awards, waarbij prijzen werden uitgereikt in verschillende categorieën voor de beste Amerikaanse televisieprogramma's die in primetime werden uitgezonden tijdens het televisieseizoen 1985-1986, vond plaats op 21 september 1986 in het Pasadena Civic Auditorium in Pasadena, Californië.

## Winnaars en nominaties - televisieprogramma's
(De winnaars staan bovenaan in vet lettertype.)

#### Dramaserie
(Outstanding Drama Series)
- Cagney & Lacey
  - Hill Street Blues
  - Moonlighting
  - Murder, She Wrote
  - St. Elsewhere

#### Komische serie
(Outstanding Comedy Series)
- The Golden Girls
  - Cheers
  - The Cosby Show
  - Family Ties
  - Kate & Allie

#### Miniserie
(Outstanding Mini Series)
- Peter the Great
  - Lord Mountbatten: The Last Viceroy
  - On Wings of Eagles
  - Dress Gray
  - The Long Hot Summer

#### Varieté-, Muziek- of komische show
(Outstanding Variety, Music or Comedy Program)
- The Kennedy Center Honors: A Celebration of the Performing Arts
  - Late show with David Letterman
  - The Tonight Show Starring Johnny Carson
  - The 40th Annual Tony Awards
  - The American Film Institute Salute to Billy Wilder

## Winnaars en nominaties - acteurs

### Hoofdrollen

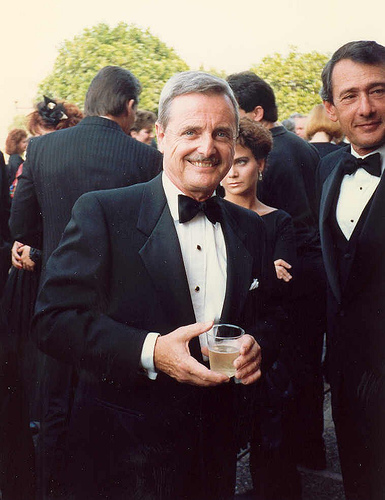
William Daniels (St. Elsewhere), winnaar mannelijke hoofdrol in een dramaserie

#### Mannelijke hoofdrol in een dramaserie
(Outstanding Lead Actor in a Drama Series)
- William Daniels als Dr. Mark Craig in St. Elsewhere
  - Ed Flanders als Dr. Donald Westphall in St. Elsewhere
  - Tom Selleck als Thomas Magnum in Magnum, P.I.
  - Bruce Willis als David Addison, Jr. in Moonlighting
  - Edward Woodward als Robert McCall in The Equalizer

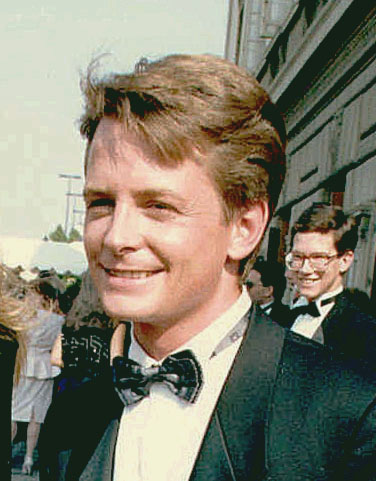
Michael J. Fox (Family Ties), winnaar mannelijke hoofdrol in een komische serie

#### Mannelijke hoofdrol in een komische serie
(Outstanding Lead Actor in a Comedy Series)
- Michael J. Fox als Alex P. Keaton in Family Ties
  - Harry Anderson als Judge Harry T. Stone in Night Court
  - Ted Danson als Sam Malone in Cheers
  - Bob Newhart als Dick Loudon in Newhart
  - Jack Warden als Harrison Fox, Sr in Crazy Like a Fox

#### Mannelijke hoofdrol in een miniserie
(Outstanding Lead Actor in a Miniseries or a Special)
- Dustin Hoffman als Willy Loman in Death of a Salesman
  - Kirk Douglas als Amos Lasher in Amos
  - Aidan Quinn als Michael Pierson in An Early Frost
  - Ben Gazzara als Nick Pierson in An Early Frost
  - John Lithgow als Kendall Laird in Hallmark Hall of Fame

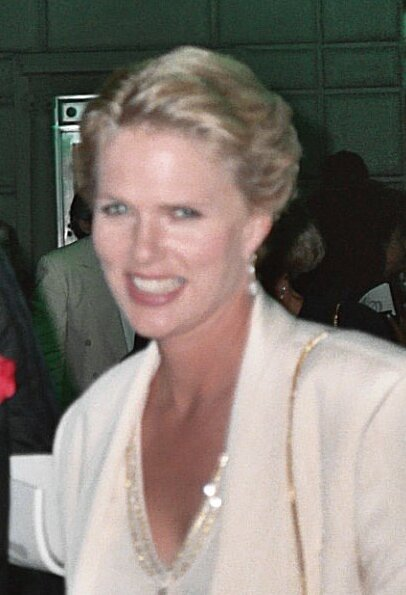
Sharon Gless (Cagney & Lacey), winnaar vrouwelijke hoofdrol in een dramaserie

#### Vrouwelijke hoofdrol in een dramaserie
(Outstanding Lead Actress in a Drama Series)
- Sharon Gless als Christine Cagney in Cagney & Lacey
  - Tyne Daly als Mary Beth Lacey in Cagney & Lacey
  - Angela Lansbury als Jessica Fletcher in Murder, She Wrote
  - Cybill Shepherd als Madelyn Hayes in Moonlighting
  - Alfre Woodard als Dr. Roxanne Turner in St. Elsewhere

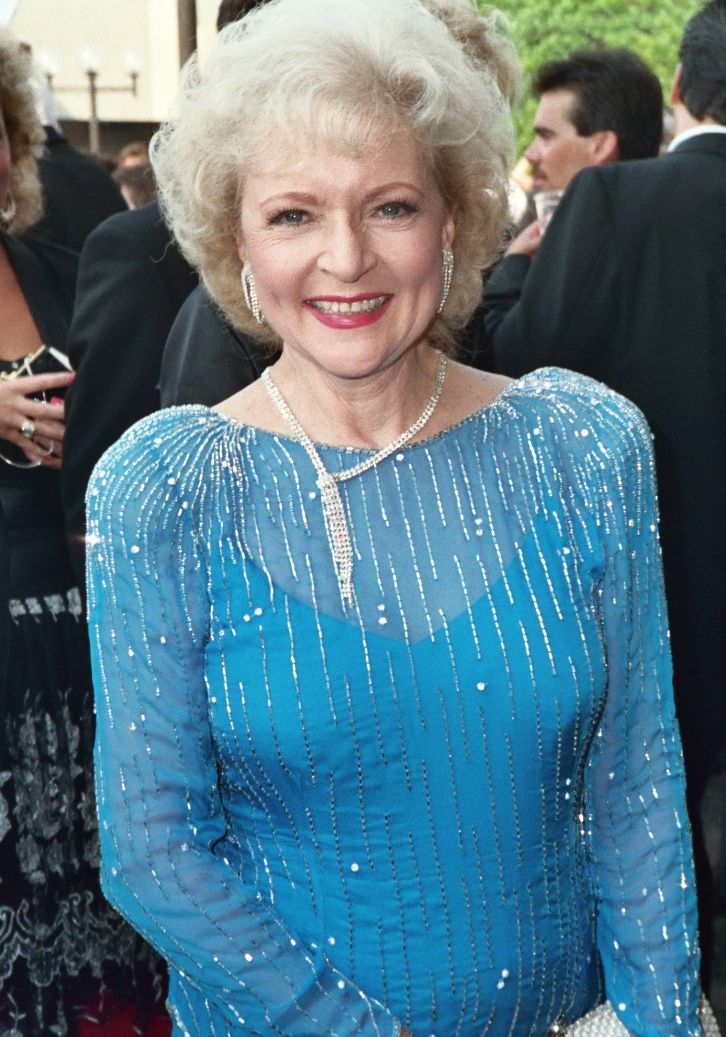
Betty White (The Golden Girls), winnaar vrouwelijke hoofdrol in een komische serie

#### Vrouwelijke hoofdrol in een komische serie
(Outstanding Lead Actress in a Comedy Series)
- Betty White als Rose Nylund in The Golden Girls
  - Beatrice Arthur als Dorothy Zbornak in The Golden Girls
  - Shelley Long als Diane Chambers in Cheers
  - Rue McClanahan als Blanche Devereaux in The Golden Girls
  - Phylicia Rashad als Clair Huxtable in The Cosby Show

#### Vrouwelijke hoofdrol in een miniserie
(Outstanding Lead Actress in a Miniseries or a Special)
- Marlo Thomas als Marie Balter in Nobody's Child
  - Gena Rowlands als Katherine Pierson in An Early Frost
  - Mare Winningham als Margaret Ryder in Hallmark Hall of Fame
  - Katharine Hepburn als Margaret Delafield in Mrs. Delafield Wants to Marry
  - Vanessa Redgrave als Richard Radley - Renee Richards in Second Serve

### Bijrollen

#### Mannelijke bijrol in een dramaserie
(Outstanding Supporting Actor in a Drama Series)
- John Karlen als Harvey Lacey in Cagney & Lacey
  - Ed Begley jr. als Dr. Victor Ehrlich in St. Elsewhere
  - John Hillerman als Higgins in Magnum, P.I.
  - Edward James Olmos als Martin Castillo in Miami Vice
  - Bruce Weitz als Michael "Mick" Belker in Hill Street Blues

#### Mannelijke bijrol in een komische serie
(Outstanding Supporting Actor in a Comedy Series)
- John Larroquette als Dan Fielding in Night Court
  - Tom Poston als George Utley in Newhart
  - John Ratzenberger als Cliff Clavin in Cheers
  - Malcolm-Jamal Warner als Theodore Huxtable in The Cosby Show
  - George Wendt als Norm Peterson in Cheers

#### Mannelijke bijrol in een miniserie
(Outstanding Supporting Actor in a Miniseries or a Special)
- John Malkovich als Biff Loman in Death of a Salesman
  - Pat Morita als Tommy Tanaka in Amos
  - Charles Durning als Charley in Death of a Salesman
  - John Glover als Victor DiMato in An Early Frost
  - Harold Gould als Marvin Elias in Mrs. Delafield Wants to Marry

#### Vrouwelijke bijrol in een dramaserie
(Outstanding Supporting Actress in a Drama Series)
- Bonnie Bartlett als Ellen Craig in St. Elsewhere
  - Allyce Beasley als Agnes DiPesto in Moonlighting
  - Christina Pickles als Helen Rosenthal in St. Elsewhere
  - Betty Thomas als Lucille Bates in Hill Street Blues

#### Vrouwelijke bijrol in een komische serie
(Outstanding Supporting Actress in a Comedy Series)
- Rhea Perlman als Carla Tortelli in Cheers
  - Justine Bateman als Mallory Keaton in Family Ties
  - Lisa Bonet als Denise Huxtable in The Cosby Show
  - Julia Duffy als Stephanie Vanderkellen in Newhart
  - Estelle Getty als Sophia Petrillo in The Golden Girls
  - Keshia Knight Pulliam als Rudy Huxtable in The Cosby Show

#### Vrouwelijke bijrol in een miniserie
(Outstanding Supporting Actress in a Miniseries or a Special)
- Colleen Dewhurst als Barbara Petherton in Between Two Women
  - Vanessa Redgrave als Sophia in Peter the Great
  - Dorothy McGuire als Hester Farrell in Amos
  - Sylvia Sidney als Beatrice McKenna in An Early Frost
  - Phyllis Frelich als Janice Ryder in Hallmark Hall of Fame

### Gastrollen

#### Gastrol in een dramaserie
(Outstanding Guest Performer in a Drama Series)
- John Lithgow als John Walters in Amazing Stories
  - Peggy McCay als Mrs. Carruthers in Cagney & Lacey
  - James Stacy als Ted Peters in Cagney & Lacey
  - Whoopi Goldberg als Camille in Moonlighting
  - Edward Herrmann als Father McCabe in St. Elsewhere

#### Gastrol in een komische serie
(Outstanding Guest Performer in a Comedy Series)
- Roscoe Lee Browne als Prof. Bennington Foster in The Cosby Show
  - Earle Hyman als Russell Huxtable in The Cosby Show
  - Danny Kaye als Dr. Burns in The Cosby Show
  - Clarice Taylor als Anna Huxtable in The Cosby Show
  - Stevie Wonder als Stevie Wonder in The Cosby Show